# Gergecensens
Gergecensens (Gerzuensens, Gerguensens), jedna od dvije podskupine Tamyen (Thamien) Indijanaca s kalifornijske obale, koji su lutali dolinom Santa Clara, današnji okrug santa Clara. Druga skupina je Socoisukas.